# Welch Rocks
Die Welch Rocks sind zwei Klippen vor der Mawson-Küste des ostantarktischen Mac-Robertson-Lands. Im östlichen Teil der Holme Bay liegen sie 800 m nördlich von Welch Island.
Luftaufnahmen der Australian National Antarctic Research Expeditions aus den Jahren 1958 und 1959 dienten ihrer Kartierung. Das Antarctic Names Committee of Australia benannte sie nach der benachbarten Insel. Deren Namensgeber ist Bernard Francis Welch (1901–1974), zweiter Maschinist auf der RRS Discovery bei der British Australian and New Zealand Antarctic Research Expedition (BANZARE, 1929–1931).